# Priest Holmes
Pour les articles homonymes, voir Holmes.
(en) Statistiques sur pro-football-reference
Priest Holmes, né le 7 octobre 1973 à Fort Smith (Arkansas), est un joueur américain de football américain qui évoluait au poste de running back.
Il a joué 11 saisons dans la National Football League (NFL) pour les Ravens de Baltimore (1997 à 2000) et les Chiefs de Kansas City (2001 à 2007).

## Biographie

### Carrière universitaire
Étudiant à l'université du Texas à Austin, il a joué pour les Longhorns du Texas de 1992 à 1996.

### Carrière professionnelle
Il commence sa carrière professionnelle en 1997 avec les Ravens de Baltimore, équipe avec laquelle il a signé comme agent libre après avoir été ignoré lors de la draft de la NFL. Il a remporté le Super Bowl XXXV au terme de la saison 2000. Après ce triomphe, il rejoint les Chiefs de Kansas City.
En 2003, il bat le record de touchdowns marqués en une saison avec un total de 27. De 2001 à 2003 inclus, il dépasse les 1 400 yards à la course par saison, avec notamment 1 555 yards en 2001 et 1 615 en 2002.
Depuis 2004, sa carrière est perturbée par plusieurs blessures. Il n'a d'ailleurs pris part à aucun match en 2006. Il prend sa retraite sportive en 2007.

## Palmarès
- Vainqueur du Super Bowl XXXV
- Pro Bowl : 2001, 2002, 2003
- 2001 : premier pour le nombre de yards à la course dans la NFL
- 2001 et 2002 : premier pour le nombre de touchdowns à la course dans la NFL

## Statistiques
| Année              | Équipe                | MJ                 |                       | Courses               | Courses               | Courses               | Courses |       | Passes réceptionnées | Passes réceptionnées | Passes réceptionnées | Passes réceptionnées |  | Fumbles | Fumbles |
| Année              | Équipe                | MJ                 | Nb.                   | Yards                 | Moy.                  | TD                    | Nb.     | Yards | Moy.                 | TD                   | Nb.                  | Perdus               |  |         |         |
| 1997               | Ravens de Baltimore   | 7                  | -                     | -                     | -                     | -                     | -       | -     | -                    | -                    | -                    | -                    |  |         |         |
| 1998               | Ravens de Baltimore   | 16                 | 233                   | 1 008                 | 4,3                   | 7                     | 43      | 260   | 6                    | 0                    | 3                    | 3                    |  |         |         |
| 1999               | Ravens de Baltimore   | 9                  | 89                    | 506                   | 5,7                   | 1                     | 13      | 104   | 8                    | 1                    | 0                    | 0                    |  |         |         |
| 2000               | Ravens de Baltimore   | 16                 | 137                   | 588                   | 4,3                   | 2                     | 32      | 221   | 6,9                  | 0                    | 2                    | 1                    |  |         |         |
| 2001               | Chiefs de Kansas City | 16                 | 327                   | 1 555                 | 4,8                   | 8                     | 62      | 614   | 9,9                  | 2                    | 4                    | 3                    |  |         |         |
| 2002               | Chiefs de Kansas City | 14                 | 313                   | 1 615                 | 5,2                   | 21                    | 70      | 672   | 9,6                  | 3                    | 1                    | 1                    |  |         |         |
| 2003               | Chiefs de Kansas City | 16                 | 320                   | 1 420                 | 4,4                   | 27                    | 74      | 690   | 9,3                  | 0                    | 1                    | 1                    |  |         |         |
| 2004               | Chiefs de Kansas City | 8                  | 196                   | 892                   | 4,6                   | 14                    | 19      | 187   | 9,8                  | 1                    | 4                    | 2                    |  |         |         |
| 2005               | Chiefs de Kansas City | 7                  | 119                   | 451                   | 3,8                   | 6                     | 21      | 197   | 9,4                  | 1                    | 1                    | 0                    |  |         |         |
| 2006               | Chiefs de Kansas City |                    | N'a pas joué (blessé) | N'a pas joué (blessé) | N'a pas joué (blessé) | N'a pas joué (blessé) |         |       |                      |                      |                      |                      |  |         |         |
| 2007               | Chiefs de Kansas City | 4                  | 46                    | 137                   | 3                     | 0                     | 5       | 17    | 3,4                  | 0                    | 0                    | 0                    |  |         |         |
| Totaux en carrière | Totaux en carrière    | Totaux en carrière | 1 780                 | 8 172                 | 4,6                   | 86                    | 339     | 2 962 | 8,7                  | 8                    | 16                   | 11                   |  |         |         |